# دلتای رود پو
دلتای پو مجموعه‌ای از شاخه‌های رودخانه‌ای است که به رودخانه پو اجازه می‌دهد تا پس از مسیر خود که از مونویزو آغاز می‌شود و از کل دره پو می‌گذرد، به شمال دریای آدریاتیک برود. ساختار هیدرولیکی اخیر دلتا نتیجه زلزله فرارا در سال ۱۵۷۰ و برش پورتو ویرو توسط جمهوری ونیز در سال ۱۶۰۴ است.

## شرح
دلتای رود پو از تمام شاخه‌های رودخانه تشکیل شده‌است و به‌طور گسترده، قلمروی میان آنها حدود ۱۸٬۰۰۰ هکتار است. بر پایه این تعریف، دلتای پو به‌طور کامل در داخل استان روویگو یا پولسین قرار می‌گیرد و بخش عظیمی از آن، قسمت شرقی (از دامنه پودی گورو تا دریا) را اشغال می‌کند و نمونه ای از یک «دلتای فعال» را نشان می‌دهد.
دلتای پو در سال ۱۹۹۹، به عنوان گسترش شناختی که در سال ۱۹۹۵ به شهر فرارا اعطا شد در فهرست میراث جهانی در ایتالیا قرار گرفت.